# Кара Гаучер
Кара Гаучер (енгл. Kara Goucher, IPA: , рођена као Кара Гргас, 9. јула 1978) америчка је атлетичарка, тркачица на дуге стазе. На Светском првенству у атлетици 2007. освојила је бронзану медаљу у трци на 10.000 метара. Као репрезентативка САД наступала је на Олимпијским играма у Пекингу 2008. и у Лондону 2012.. На Бостонском маратону 2008. први пут је трчала маратонску трку и том приликом заузела треће место.
Као студент се такмичила за Универзитет у Колораду.

## Лични рекорди
| дистанца                      | време    | локација            | датум               |
| ----------------------------- | -------- | ------------------- | ------------------- |
| 1500                          | 4:05.14  | Ријети              | 27. август 2006.    |
| Једна миља (у затвореном)     | 4:33.19  | Њујорк              | 30. јануар 2009.    |
| 2000                          | 5:41.28  | Јуџин, Орегон       | 7. јун 2009.        |
| 3.000 m                        | 8:34.99  | Ријети              | 9. септембар 2007.  |
| Две миље                      | 9:41.32  | Карсон, Калифорнија | 20. мај 2007.       |
| 5.000                         | 14:55.02 | Берлин              | 16. септембар 2007. |
| 10.000 m                      | 30:55.16 | Пекинг              | 15. август 2008.    |
| 10 миља                       | 53:16    | Минеаполис          | 5. октобар 2008.    |
| Полумаратон (низбрдо усмерен) | 1:06:57  | Њукасл              | 30. септембар 2007. |
| Полумаратон                   | 1:08:05  | Чикаго, Илиноис     | 2. август 2009.     |
| Маратон                       | 2:24:52  | Бостон              | 18. април 2011.     |